# Cataphoriniopsis fumipennis
Cataphoriniopsis fumipennis là một loài ruồi trong họ Tachinidae.